# Губаревка (Саратовская область)
 Губарёвка — деревня в Татищевском районе Саратовской области в составе сельского поселения Вязовское муниципальное образование.

## География
Находится на расстоянии примерно 17 километров по прямой на северо-восток от районного центра поселка Татищево.

## История
Официальная дата основания 1732 год. Деревня упоминается в 1800 году как принадлежащая девяти помещикам. В 1806 году в деревне проживало 97 человек. В конце XIX века в деревне была устроена усадьба Шахматовых с садами. В 1989 году фрагмент Губарёвской усадьбы дворян Шахматовых отнесен к памятникам природы, истории и культуры областного значения. Природно-мемориальный комплекс включает фрагменты насаждений XVIII и первой половины XIX века. В составе природного комплекса самые старые в области 2 экземпляра сосны обыкновенной, диаметр ствола 90 и 60 см; гигантские дуб толщиной 112 см, остатки липовой аллеи с редкими по мощности деревьями.

Губаревская усадьба дворян Шахматовых
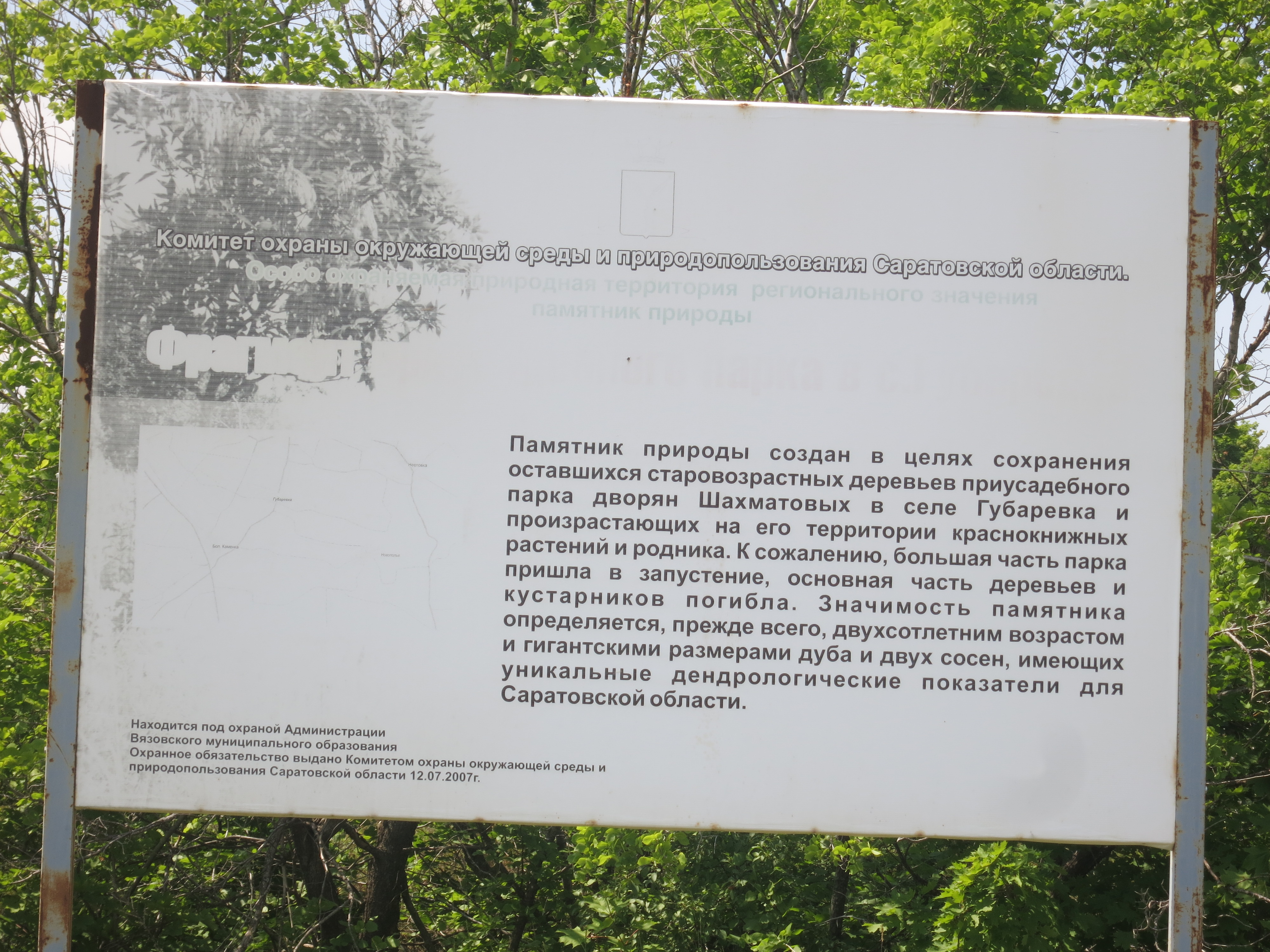
Табличка
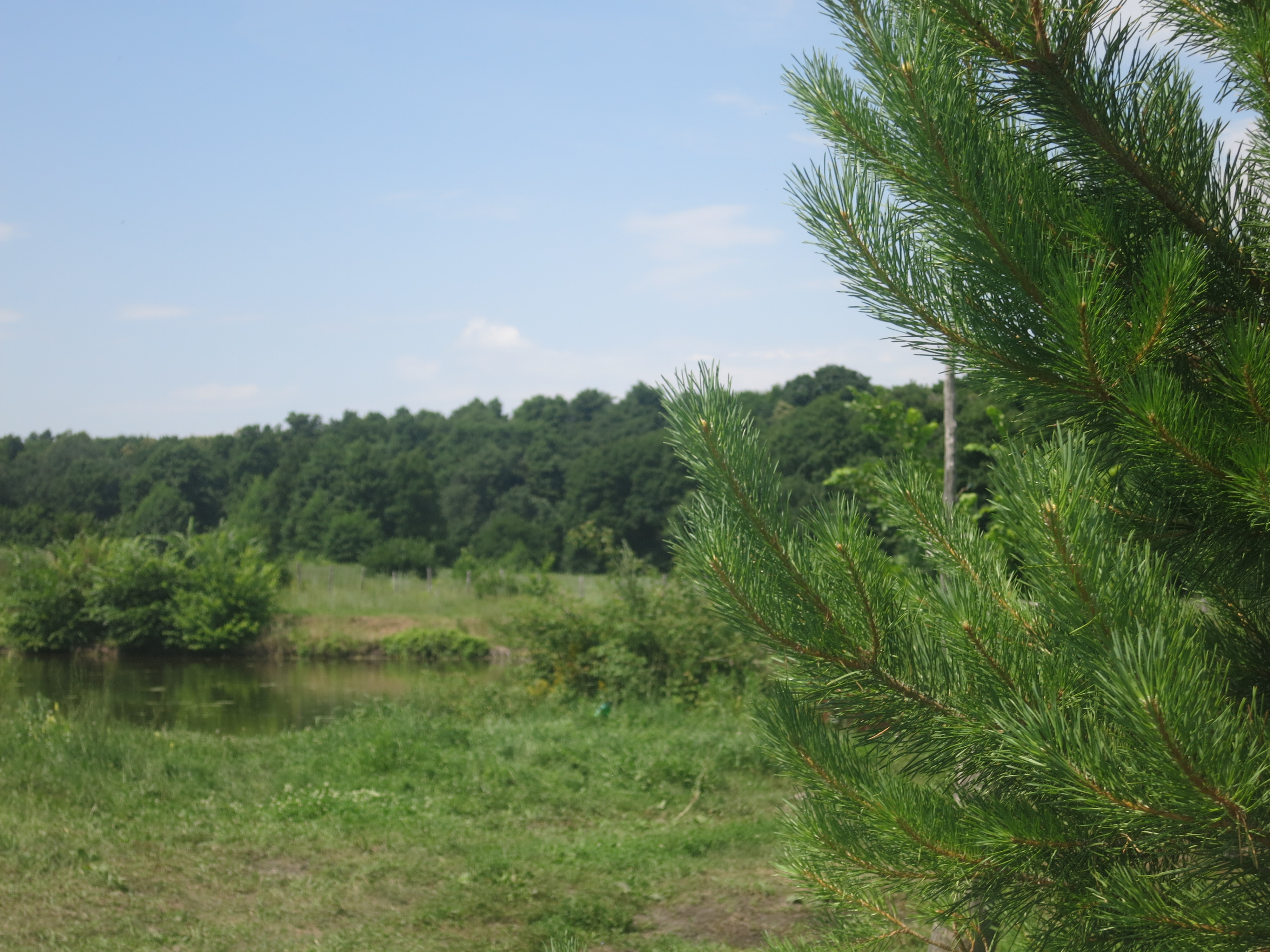
Сосна
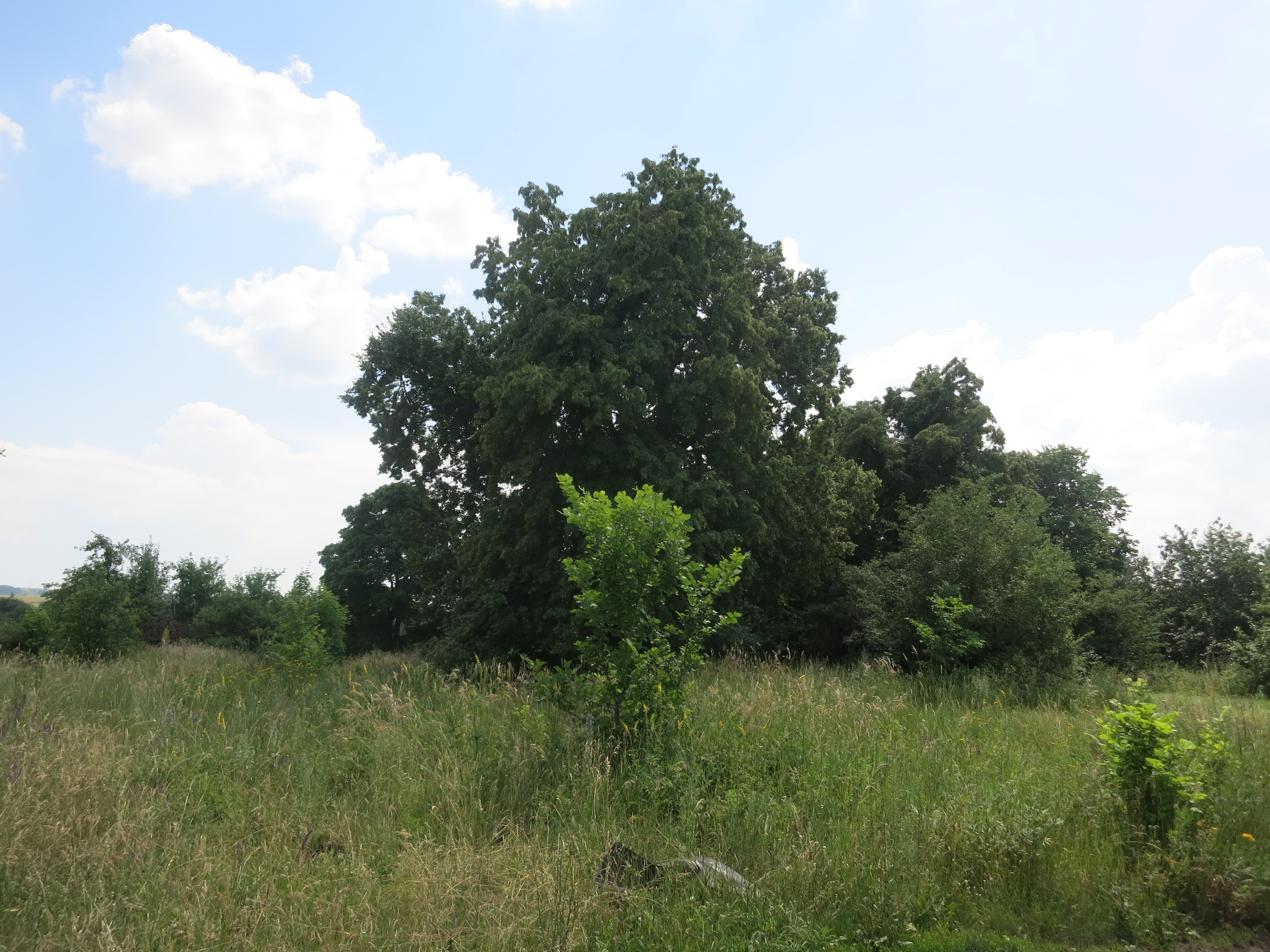
Остатки парка

## Население
Постоянное население составляло 14 человек в 2002 году (русские — 100%), 19 в 2010.